# ناصر أبو شريف
ناصر أبو شريف (14 يناير 1966 – ) سياسي فلسطيني، وُلِد في مدينة طولكرم الفلسطينية، ويُقيم في إيران مُنذ عام 2007، وهو أحد أبرز قيادات حركة الجهاد الإسلامي الفلسطينية، وعضو المكتب السياسي للحركة، كما يشغل منصب ممثل الحركة لدى إيران، ويعد أحد أبرز المطلوبين لدى إسرائيل، وفي نوفمبر 2023 فرضت الولايات المتحدة الأمريكية وبريطانيا عقوباتٍ عليه.

## سيرته
وُلِدَ ناصر أبو شريف في مدينة طولكرم الفلسطينية بتاريخ 14 يناير 1966، واسمه الحقيقي الكامل "عبد الناصر شریف محمد سعید عبد الرحمن". تلقى تعليمه في مدارس مدينته طولكرم، وبعد أن أنهى الثانوية العامة التحق بالجامعة في تخصص الفيزياء، وفي سنته الدراسية الجامعية الثانية عام 1985 اعتقلته إسرائيل بتهمة الانتماء لحركة الجهاد الإسلامي والقيام بأعمال عسكرية ضد إسرائيل وحكمت عليه بالسجن لمدة 13 عامًا.
أفرجت عنه إسرائيل بعد قضاء الحكم وأبعدته إلى الأردن لثلاث سنوات، وهناك التحق بجامعة الزرقاء الأهلية وأنهى فيها دراسته الجامعية الأولى، ثم أبعدته السلطات الأردنية إلى العراق، وهناك أكمل دراسته الجامعية في الجامعة الإسلامية في بغداد في مجال الفقه وأصوله.
بقي في العراق حتى عام 2006، ثم انتقل إلى سوريا عضوًا في المكتب السياسي لحركة الجهاد الإسلامي وبقي فيها لمدة عام، وفي عام 2007 انتقل إلى إيران ليشغل منصب ممثل الحركة لدى الجمهورية الإسلامية الإيرانية إلى جانب عضويته في المكتب السياسي للحركة، وهو يُعد أحد أبرز قيادات الحركة.
ساهم بشكلٍ ملحوظ في تطوير العلاقات والدعم المختلف بين إيران وحركة الجهاد الإسلامي، وقال بأن «إيران تظل المزود الوحيد للأسلحة لحركة الجهاد الإسلامي في فلسطين والداعم الوحيد للحركة، وأن الحرس الثوري الإيراني قام بتدريب أعضاء من حركتي حماس والجهاد الإسلامي في إيران على تصنيع الصواريخ وتطويرها لدى عودتهم إلى قطاع غزة»، كما قال «نحن اليوم نصنع طائرات مسيرة بفضل الدعم الإيراني».
يُعد أحد المساهمين في تأسيس وتنمية وتوسيع ما يُعرف باسم "محور المقاومة" المُمتد في مناطق إيران وفلسطين وسوريا ولبنان والعراق واليمن، وهو أحد أبرز المطلوبين لإسرائيل نظرًا لنشاطاته السياسية والعسكرية الواسعة، كما تصفه أوساطٌ إسرائيلية بأنه "زعيم الإرهاب".

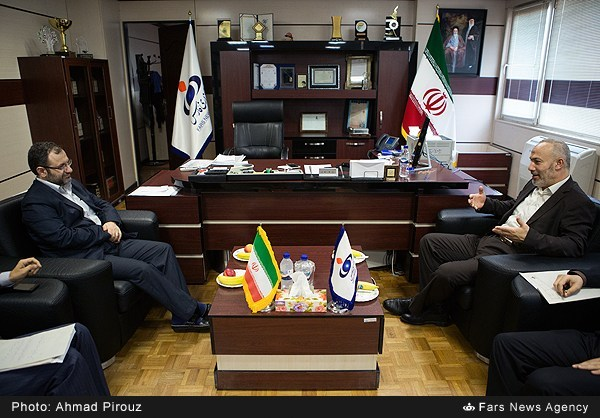
ناصر أبو شريف خلال اجتماع في طهران في 4 أغسطس 2015.

## من أقواله
- في سبتمبر 2023 قال: «أنشأت حركة الجهاد الإسلامي ظواهر جهادية مميزة واحتضنها الشعب الفلسطيني مثل كتيبة جنين، وكتيبة نابلس، وكتيبة طولكرم التي تشهد تطورًا كبيرًا».[19]

## عقوبات عليه
في 14 نوفمبر 2023 أعلنت الولايات المتحدة الأمريكية وبريطانيا بشكلٍ مُشترك فرضهما سلسلة عقوباتٍ على ناصر أبو شريف، في أعقاب اندلاع عملية طوفان الأقصى في 7 أكتوبر 2023، كما شملت قائمة العقوبات أيضًا كُلٍ من يحيى السنوار وأكرم العجوري ومحمود الزهار ومحمد الهندي، وبهذا الصدد قال كُلٌ من وزير الخارجية الأمريكي أنتوني بلينكن ووزيرة الخزانة الأمريكية جانيت يلين ووزير الخارجية البريطاني ديفيد كاميرون والحكومة البريطانية إن هذه العقوبات تستهدف المسؤولين الرئيسيين الكبار لحركتي الجهاد الإسلامي وحماس اللتان تدعمهما إيران لتنفيذ "نشاطاتهما الإرهابية".